# 公安委員会 (フランス革命)

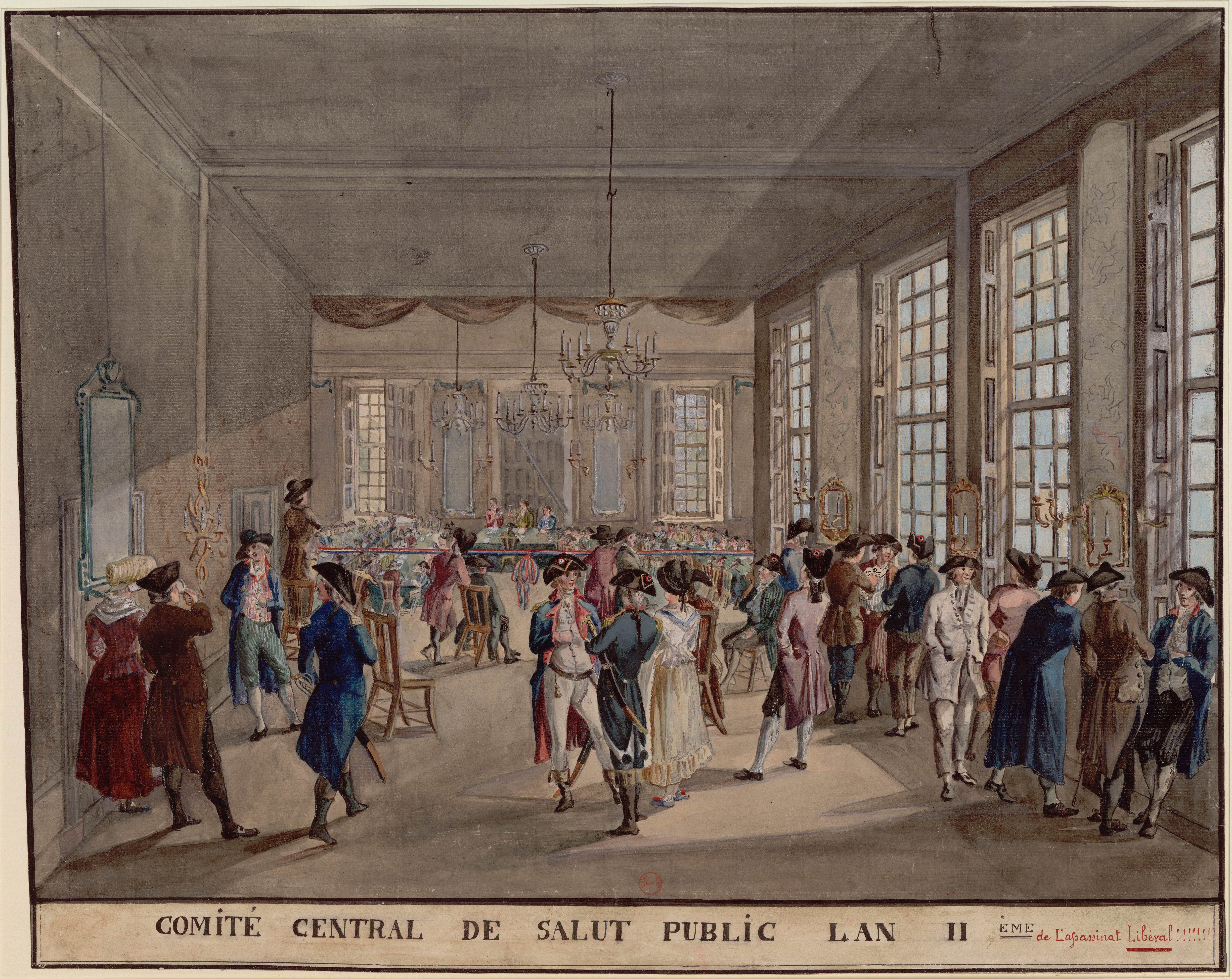
共和暦2年の公安委員会

公安委員会（こうあんいいんかい、仏: Comité de salut public）は、革命期のフランスに1793年4月7日から1795年11月4日まで存在した統治機構で、途中1794年7月27日までは事実上の革命政府。会議場はテュイルリー宮殿に隣接するフロール館（）であった。
自由の確立のためには暴力が必要であるとして「自由の専政」のために創られ、もとは「祖国の危機」から脱するための臨時的な独裁機構であったが、次第に国民公会の最も重要な機関となり、恐怖政治を運営して革命を推進した。
初期にはダントンが、続いてロベスピエールが主導したが、テルミドール9日のクーデターの後は形骸化した。

## 概要

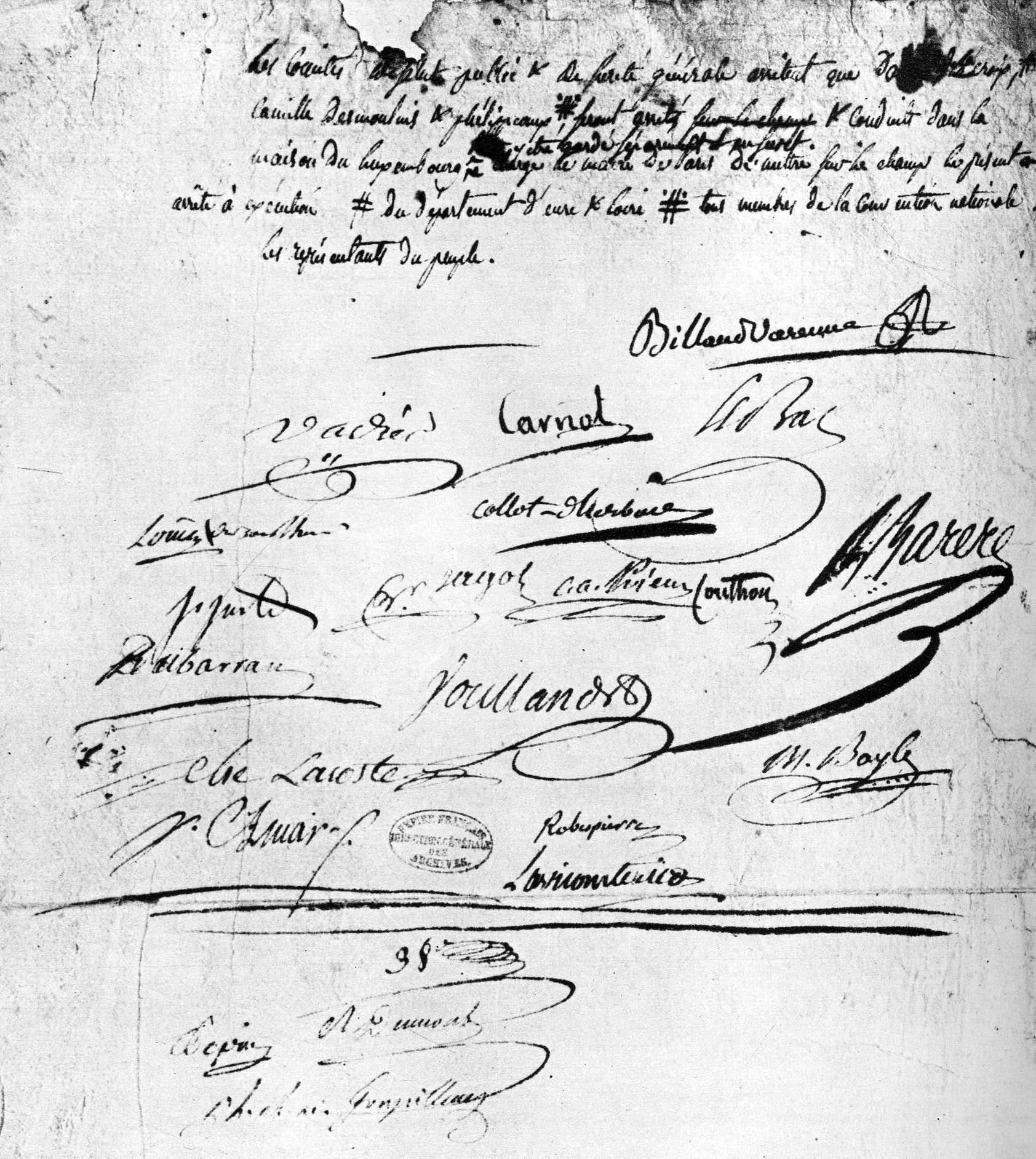
ダントン逮捕の命令書、公安委員6名と保安委員8名の署名が判別できるがこのように一定数の署名を必要とした, 1794年3月30日付け

「公共の安全（）」とは、個々の安全よりも常に優先される人民全体にかかわるすべてを安んずることを意味したため、人民主権の名の下に行使に制限はなく、あらゆる行為は正当化できた。この観念が人民の独裁の基盤であった。歴史学者マチエによれば、フランス革命に成立した革命制度のほとんどが全期間において絶えず独裁であったが、公安委員会はその最たるもので、対外戦争と内戦による危機に迅速に対応するために独裁機構として整備されていった常任委員会の一つである。これは国民公会内の機関で、公会議員で構成され、定期的な公会への報告義務があった。大臣は別にいたが、事実上の政府であったため、その成立からテルミドール9日のクーデターまでの期間を、公安委員会政府と呼ぶ。審議は常に非公開とされ、非常に閉鎖的な組織であった。
執行権の対象は「全てのこと」に及び、緊急時には臨時立法や超法規的な行政命令を行使できたが、警察権や司法権を持たず、財政にも関与できないなど、報告義務以外にもいくつか制限があり、命令書が発効するには少なくとも公安委員の3分の2以上が参加する行政会議で委員の過半数の署名が必要だった。このために公安委員会は、国を支配する委員会独裁ではあったが、よく言われるようなロベスピエールの個人独裁というのは間違いで、独裁の実態は少人数の合議制（または寡頭制）であった。各分野は、複数の部門、部局、後には内部の各執行委員会に細分化されており、公安委員には各々に管轄が決められていて、委員会内の権力は分割されて1人に権限が集中することはなかった。公安委員会全体としては実際的には通常の国家での内閣の性格を持っていた。
また公安委員会は街頭の襲撃から身を守るほどの武力も持たなかった。初期の革命の担い手であった能動的市民は続々と義勇兵などで出征して首都パリには不在で、国民衛兵隊は自治市会（）の直接の指揮下にあり、その48地区（）は支持党派によって態度が異なった。サン・キュロット武装民兵に日当を払って制度化しようとした革命軍も、主に極左勢力に支配されており、公安委員会直属の暴力装置はほぼ存在しなかった。サン＝ジュストがまさしく指摘したように、現実にはロベスピエールは軍隊も財政も行政当局も掌握していなかったのであり、そもそも制度上、独裁者が君臨する余地はなかったのである。
公安委員会の主な使命は5つあり、第一に地方で絶対的かつ無制限の権限を与えられていた派遣議員の監察、第二に国政を預かる大臣や戦争を指揮する将軍らを統括して公会と橋渡しする連絡調整（内閣の役割）、第三に各地から寄せられる陳情や請願への対応とその他の行政処置（大臣の役割）、第四に緊急時に防衛上の諸手段を講じること（戦争の運営）、第五に外交活動（国家の舵取り）であった。同様に誤解されることが多いが、反革命容疑者などの逮捕は基本的には管轄外で、議員や大臣、将軍、司令官の任免権などは持つが、（収監者を釈放する権限を持つ機関の一つではあるものの）一般市民の裁判は全く関知せず、生殺与奪の権利を振るっていたわけではない。公安委員会は、恐怖政治の実行機関の一つとなったが、恐怖政治そのものは公安委員会から生まれたものではなく、ましてやロベスピエールが始めたわけでもなかった。
当初、戦争と内乱に抗するという防衛的意味合いと、派遣議員の監視統制というのが、最大の目的であったが、次第に中央集権化された行政府という革命政治の中心としての役割が強調されるようになると、憲法も選挙も停止され、議員の多数が恐怖政治で死亡して欠員している状況で、合法性を保つための唯一の機関として、委員会独裁は一層強化されていった。しかし少人数が強大な権力を持つようになると、ますます監察は行き届かなくなり、組織の内部での腐敗が進行した。また公安委員会の権限強化によって、下部組織のように貶められた保安委員会は不満を強め、これらのことが合わさって政変へとつながり、ついには内部崩壊するに至った。
ただし政変での勝者は腐敗した側を含むものであり、その後に成立する総裁政府は、独裁への反動から極端な分権制度を採用したが、さらに輪をかけて非民主的な体制となった。公共の安全のための独裁とは人民の利益のための独裁と同義なのであり、皮肉にも公安委員会政府は実に護民的な政府だった訳で、独裁が民衆によって打倒されたというような解釈は根本的に間違いである。統制の放棄、自由主義経済へ復帰は、市民の生活を貧窮させ、総裁政府のアッシニアの回収を巡る政策では一部のブルジョワジーだけに不正に富を独占させた。「バブーフの陰謀」などはこれらに対する怒りから革命独裁への回帰を求めたものだった。

## 成立

### 革命の中央機関として
1792年、8月10日の革命によって立憲王政が停止したことから、フランスには、従来、執行権を持っていた国王存在と内閣制度に代わる中央機関が必要となった。8月15日、このために立法議会は暫定的に議員以外から6人を選任して大臣とし、彼らで構成される臨時行政会議 (fr:Conseil exécutif provisoire) を設置した。新たに招集された国民公会も同様の決定を行い、数ヶ月間、暫定的な行政府として機能した。国王存在が憲法上保持していた執行権は、革命独裁を宣言した国民公会が持つことになったが、公会は議会であるため、事が起こるたびに逐次議論して決定していては、緊急時の対応は難しいという欠点があった。
1792年末、ベルギー征服によって隣接するイギリスとの外交関係が悪化して開戦が不可避となると、その対策として翌年1月1日に総防衛委員会 (fr:Comité de défense générale) が提起され、創設された。これは軍事関係の諸委員会から3名ずつ委員を出して構成されるもので、各大臣と公会との連絡を密にする臨時行政会議を拡大したような組織であった。しかし委員のほとんどはジロンド派で占められ、彼らが敵対する山岳派との党派争いや討論に時間を費やすばかりで具体的な活動ができなかったことから、3月、同盟軍の攻勢があると戦争指導の失敗に対して非難が集中した。これを受けて同委員バレール (fr:Bertrand Barère de Vieuzac) の提案で、より強力な委員会へと改変されることになり、3月23日、25名に増員され、防衛に必要なあらゆる法律と手段の準備を任務とした、後の公安委員会の原型となるものが誕生する。新しくなった委員会は、やはり国防委員会という名称であったが、対立する各派閥が共に集う大連立政権となった。ところがこの大所帯が逆に仇となり、公開の討議であったために議論百出して論争の場と化すばかりで何も決まらず、再び機能不全に陥った。
4月2日、デュムーリエ (fr:Charles-François Dumouriez) 将軍の裏切りが明らかになり、戦争大臣、国防委員2名と派遣議員（ブールノンヴィル (fr:Beurnonville) 、カミュとキネット、およびラマルク）も捕虜になって、前線が大混乱した。同時に国内でもヴァンデの反乱が激化していたため、無力な国防委員会への批判は頂点に達した。3日、委員であったロベスピエールが脱退を示唆するに至り、同じく委員イスナール (fr:Maximin Isnard) によって解体と新委員会の設立の動議が出されて可決された。その後、協議があり、バレールとコンドルセによって修正された法案が1793年4月6日に再提出され、公安委員会として成立した。

### 第1期公安委員会（ダントン委員会）

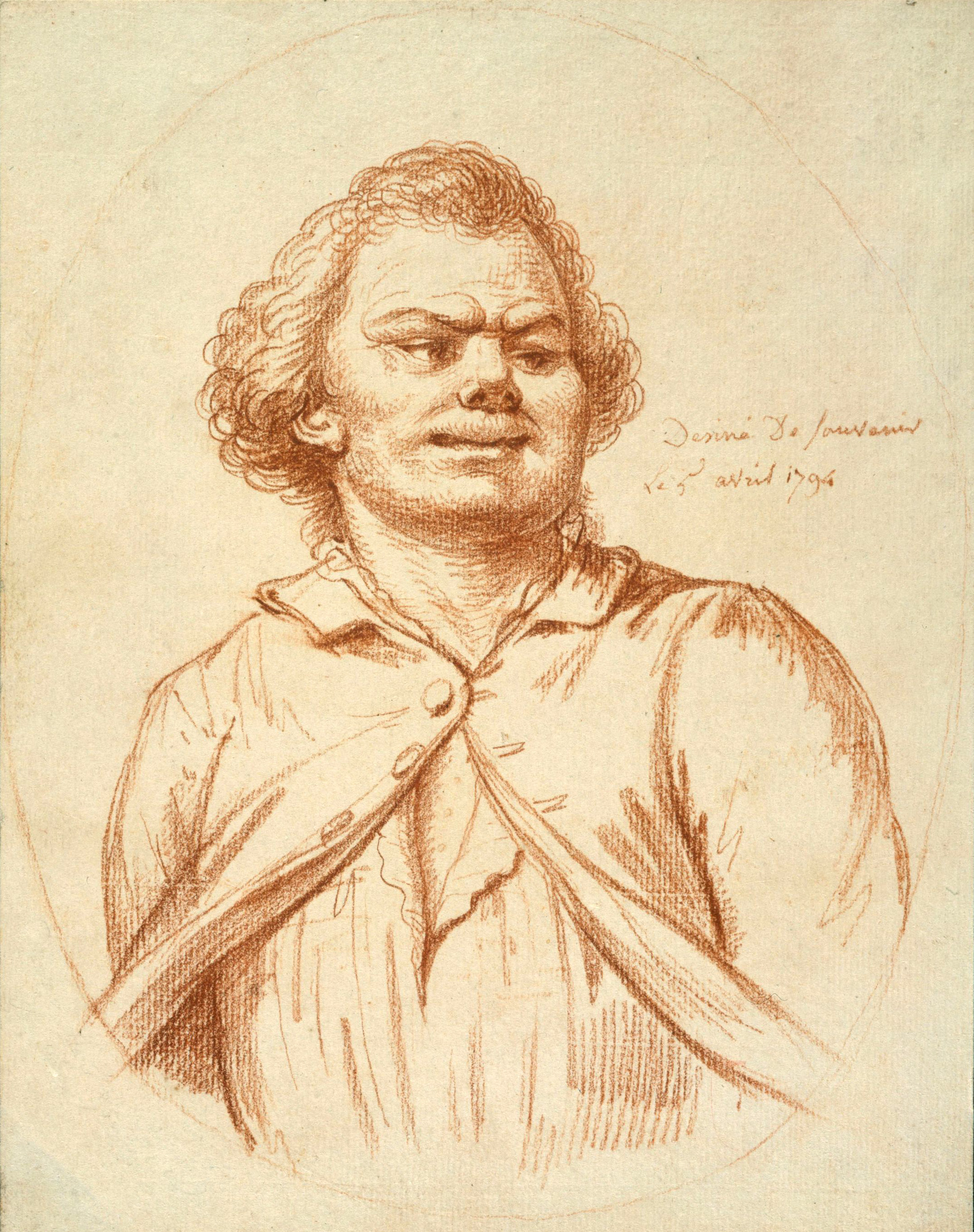
初期に中心的役割を担った大立て者ジョルジュ・ダントン

第1期とされるのは1793年4月7日から7月10日までの期間で、公安委員は定数9名で構成された。委員の顔ぶれは得票数順で以下の通りである。半分は国防委員の再選となったが、全員が国王裁判では死刑投票をした議員で、ジロンド派はいないが、7名（デブリ辞退後は6名）は平原派、山岳派右派が2名（同3名）という中道右派的な人選となった。実際的にはダントンが指導する事実上の彼の責任内閣であったためダントン委員会という別名でも呼ばれる。
- 360票　ベルトラン・バレール・ド・ヴューザック[注釈 27]
- 347票　ジャック＝フランソワ＝ベルトラン・デルマ
- 325票　ジャン＝ジャック・ブレアール (fr:Jean-Jacques Bréard-Duplessis) [注釈 33]
- 276票　ピエール・ジョゼフ・カンボン
- 233票　ジョルジュ・ダントン
- 227票　ジャン・デ・ブリ（デブリ）　→　健康上の理由で辞退　→　ジャン＝バプティスト・ロベール・ランデ (Jean-Baptiste Robert Lindet) [注釈 34]
- 202票　ルイ＝ベルナール・ギュイトン＝モルヴォー（またはギュイトン・ド・モルヴォー）
- 167票　ジャン＝バプティスト・トレヤール (fr:Jean-Baptiste Treilhard)
- 151票　ジャン＝フランソワ・ドラクロワ (fr:Jean-François Delacroix) [注釈 35]

公安委員会は、前述のように非公開とされ、緊急時には立法権の一部を持つが、逮捕権などはまだ持たなかった。最初の会合で、会議は朝晩の二回（午前9時と午後7時）開かれ、事務局は三部で構成されるとされた。またこのときに1ヶ月毎に委員会を改選することも決められたが、特に問題なければ再選または改選の延期が決議されていたために実際には具体的な任期はなかった。権力が一人に集中することを避けるために委員会には議長が置かれない代わりに、各委員の職務領域が割り当てられた。財政がカンボン、食糧や通信連絡がランデ、内務などがギュイトン、デルマとドラクロワは陸軍、トレヤールとプレアールが海軍、バレールとダントンは派遣議員の人選と監察である。各大臣の役割は低下してより行政官僚に近くなった。公安委員は担当分野の大臣を従属させ、臨時行政会議を支配し、内外の政務の処理にあたった。しかし公安委員会はまだ諸委員会を統制する優越した組織ではなく、対等に位置づけられていた。

こうして誕生したダントン委員会であったが、なかなか成果を上げられなかった。ダントン本人がデュムーリエとの交友関係から嫌疑をかけられたほか、バレールとともに進めた和平交渉も暗礁に乗り上げ、食糧・財政問題も適切な対応ができず、ジロンド派との和解も決裂した。国民公会で多数派であったジロンド派は、5月18日、十二人委員会 (fr:Commission extraordinaire des Douze) を立ち上げて公安委員会と保安委員会の上位に位置する治安の最高機関とし、反ジロンダンの全ての陰謀を鎮圧しようと攻勢を強めたため、新たな収賄疑惑まで持ち上がって窮していたダントンは、意に反して左派に協力しなければならなかった。1793年5月31日〜6月2日のジロンド派の追放にしぶしぶながら手を貸したダントンだが、事件後はジロンド派に再び妥協的態度をとって緩慢にも議員の逃亡を許し、やはり左派からは激しく非難された。
国民公会で山岳派の支配が始まると、必要な権力の樹立を目指して公安委員会の改組が図られることになった。まず先立つ5月30日、新しい憲法（ジャコバン憲法）の起草のためと称してエロー・ド・セシェル (Marie-Jean Hérault de Séchelles) 、クートン、サン＝ジュスト、マテュー (fr:Jean-Baptiste-Charles Matthieu-Mirampal) 、ラメル (fr:Dominique-Vincent Ramel-Nogaret) の5名を新たに加えて、一時的に14人体制とされた。6月5日、プレアールに代えてベルリエ (fr:Théophile Berlier) が、さらに6月12日にはトレヤールとランデに代えてガスパラン (fr:Thomas-Augustin de Gasparin) とサン＝タンドレが公安委員に加わった。翌日の会合で割り当ても変更され、カンボン、ベルリエ、サン＝ジュスト、クートンが一般連絡、バレール、ダントン、エロー・ド・セシェルが外交、ガスパラン、ドラクロワ、デルマが陸軍、ギュイトン、サン＝タンドレが海軍、ラメル、マテューが税務・内務・司法となった。
しかしこの第二次ダントン委員会も難局を打開できなかったどころか、山岳派内部の左右両派の不和に加え、前述のようにダントンの信用が著しく低下したことから、政権は死に体に近い状態になった。そうこうしている間にも戦局はますます悪化し、国内では親ジロンド派とされる西部または南部の地方県で連邦主義者（）の反乱が新たに起こって、革命フランスは最大の危機に陥った。またパリなどでは食糧不足と物価高が深刻化しており、投機や買い占めの禁止を主張する極左派の突き上げに対しても、ダントン派（寛容派）は経済統制を決して容認せず、各方面の不満が公安委員会に集中した。マラーなどは委員会は、「公共の安全委員会ならぬ、公共の滅亡委員会である」と公言して憚らなかった。この期に及んでは、国民公会も支持を失った公安委員会の全面的な改選を決意するに至り、ついにダントンは失脚したのであった。彼は自ら公安委員会を離れたいと伝えた。

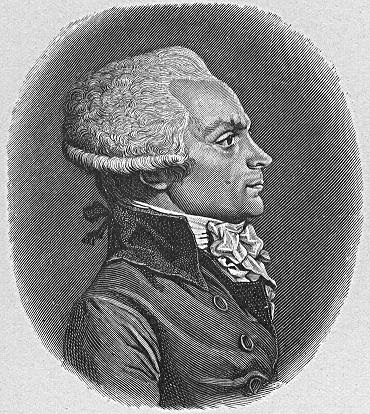
大公安委員会の中心であったマクシミリアン・ロベスピエール

### 第2期公安委員会（大公安委員会）
1793年7月10日に改選された新しい9名の公安委員の顔ぶれは得票数順で以下の通りである。バレール以外は全員が山岳派であった。票数の減少は、派遣議員となってパリにいない議員がかなりいたためと、ジロンド派追放によって136名の公会議員の資格が停止されていたからである。後述の理由で選挙は行われなかったので欠員が補充されることはなかった。
- 192票　アンドレ・ジャンボン・サン＝タンドレ (fr:André Jeanbon Saint André) [注釈 43]
- 192票　ベルトラン・バレール・ド・ヴューザック
- 178票　トマ＝オーギュスタン・ガスパラン →　辞任　→　マクシミリアン・ロベスピエール
- 176票　ジョルジュ・クートン
- 175票　マリー＝ジャン・エロー・ド・セシェル[注釈 38]
- 155票　ジャック＝アレクシス・チュリオ・ド・ラ・ロジエール (fr:Jacques Alexis Thuriot de la Rozière) [注釈 44]
- 142票　ピエール＝ルイ・プリュール・ド・ラ・マルヌ
- 126票　ルイ・アントワーヌ・ド・サン＝ジュスト
- 100票　ジャン＝バティスト・ロベール・ランデ

第2期公安委員会も初期においては意見の不一致が顕著だった。ダントンは失脚したが、依然として保安委員会では影響力を持っていて、国民公会の議長にも就任して反発していた。しかし革命から離脱したジロンド派やブルジョワジーが王党派にさえ組したため、右派は大衆の支持をもはや失いつつあり、革命勢力は階級闘争的な手法を用いた左派がますます優勢となっていった。右派の委員は多数を占めたが、理由をつけて遅延させるなどの妨害をするのがやっとだった。7月13日のマラーの暗殺事件はいたずらに大衆の復讐心を煽り、左派の中でもより過激な勢力を台頭させ、同時に大衆迎合主義（またはサン・キュロット主義）の蔓延も促した。絶対的な独裁機構として制度が完成されていなかった公安委員会は左右の内部対立で混乱した。そのような情勢のなかで7月24日にガスパランが辞任した。7月27日、代わりに、「自分の気質に反して」だが、ロベスピエールがついに公安委員会に加わることになった。ロベスピエールが公安委員会に入ることで、公会とコミューン・公会とジャコバン・クラブとの間を取り持つ「つなぎ役」となって、ようやく彼を中心軸に委員会は機能することができた。
第2期となる公安委員会は1793年9月から1794年7月27日までの期間で、ロベスピエールら三巨頭（ロベスピエール、クートン、サン＝ジュストの3人）を含むこの委員会を一般に大公安委員会と呼ぶ。二期連続で留任し全期務めたのはバレールただ一人で、もう一人の重要委員であったカンボンは財政政策に専念させるという理由で公安委員からは除かれ、財政委員会の専任となった。これによって財政とは完全に切り離されることになった。
7月下旬から8月上旬にかけてパリなどの都市部では食糧危機が再燃していた。パリでは最左翼の極左勢力であるアンラジェ（過激派）がこれを盛んに煽って、極端な社会政策を提示してサン・キュロットの支持を集め、体制打倒を目指すような言動をはじめた。八月十日祭を控え、危機感を強めた公安委員会は、派遣議員に近県から力ずくで徴用してパリに食糧を送るように厳命する一方、後述の機密費を利用して自治市会（）に大金を与え、物資の調達を命じた。これが功を奏して民衆の飢餓の不安が鎮まると、アンラジェへの支持は揺らぎ、その間隙に彼らを一斉に逮捕して粛清した。これら極端に過激な意見を取り除き、左右のバランスを取ろうというのは、ロベスピエールの指導によるものだった。

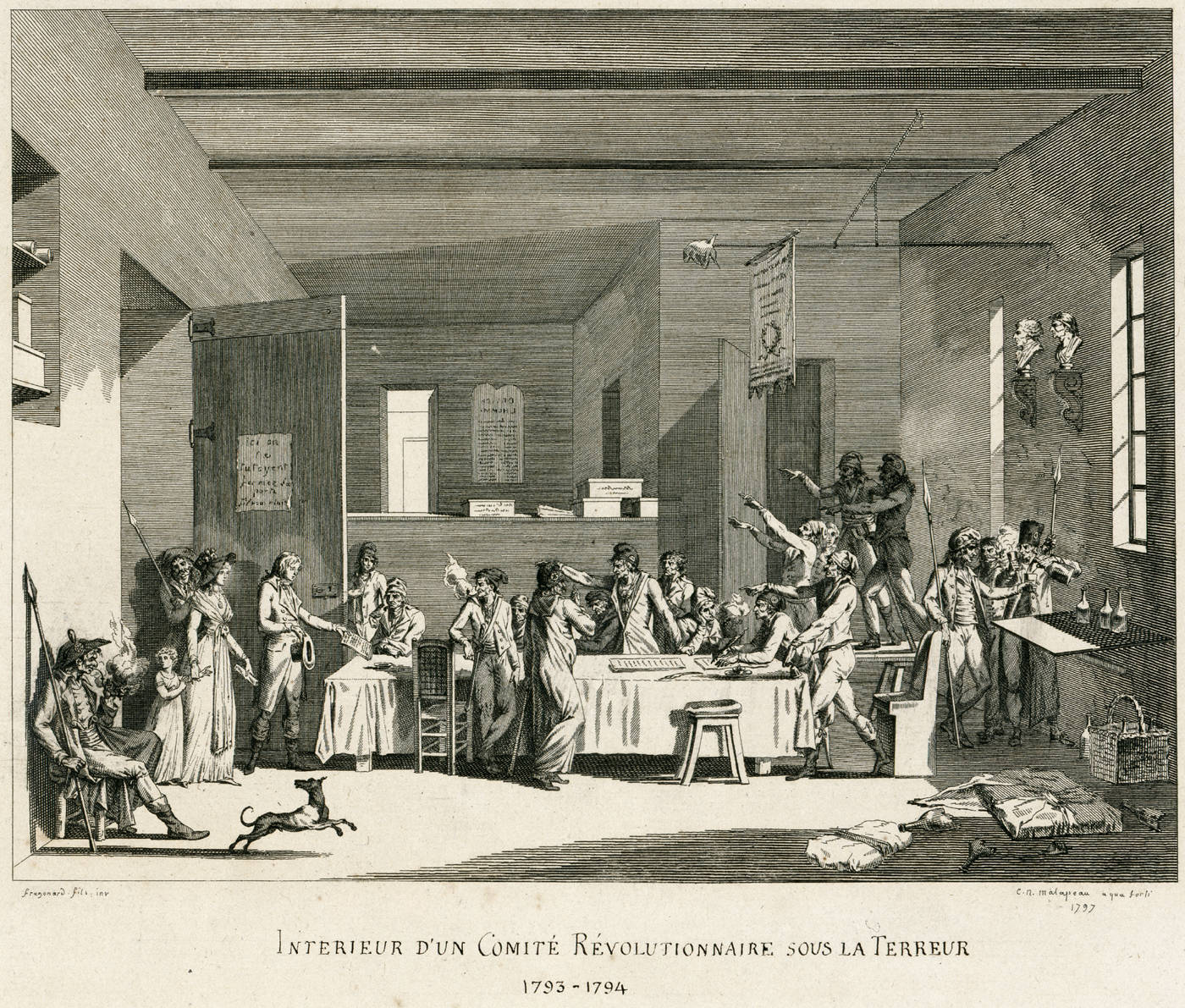
「恐怖政治下の委員会(1793-94)」, 1797年作

公安委員会の権限強化は後述するが、8月14日、軍事と兵站の専門家であるラザール・カルノーとプリュール・ド・ラ・コートドール (fr:Claude-Antoine Prieur de la Côte-d'Or) が助っ人として公安委員会に加えられた。前線で勝利して軍事情勢を早急に改善する必要があったためで、以後、軍事に疎い他の委員を排して革命戦争はカルノーが概ね1人で指導するようになったが、これに軍務局を奪われたサン＝ジュストは内心では不満で、ロベスピエールやサン＝タンドレ、プリュール・ド・ラ・マルヌらも、カルノーの作戦計画の詳細が説明され、討議されることを要求した。しかし軍事・戦争政策もまた、最後までロベスピエール派の手の及ばぬ分野であった。
8月下旬、今度は別の極左勢力で恐怖政治の強化を求めるエベール派（矯激派）の圧力が強まった。不幸なサン・キュロットの不満を汲む極左派の要求には際限がなかった。エベール派はどんどん増長していき、完全な勝利まで戦争をやめない無制限戦争を主張した。彼らによって、君主国との和議を試みるダントン派などは裏切り者として糾弾されたため、王党派と誤解されない平和政策を議員が唱えることは困難になった。
1793年の窮状に鑑みると、政権を握る側の不利は明らかだった。8月26日、トゥーロン港にイギリス海軍が入って、王党派によりルイ17世万歳の宣言がなされていたが、この不利なニュースを公安委員会は隠していて、9月2日にビョー＝ヴァレンヌに厳しく詰問された。市中にもこのニュースが広まるとサン・キュロットは激怒してデモを起こした。9月5日、圧力に屈した国民公会が恐怖政治と諸法案を採択したため、動揺した公安委員会は、翌9月6日、3名を新たに加えようとし、公会は提案者であるダントン自身にも参加要請したが、辞退された。結局、台頭する左派を背景に、ビョー＝ヴァレンヌとコロー・デルボワの2人だけが加わった。
9月20日にチュリオが辞任したので12人体制となり、9月25日、代わりに前線から帰った派遣議員ブリーズ (fr:Philippe Constant Joseph Briez) が公安委員に指名されたが、彼ら右派が戦争指導での失態の責任は公安委員会にあると不信任動議を出したことから、ロベスピエールの激昂に近い反発にあって批判を受けたために、驚いたブリーズは指名を拒否し、こうして右派の委員はいなくなった。一方、このときに不信任動議を退けただけでなく、ロベスピエールは「もし政府が無制限の信任を得られず、信任するに値しない人々によって構成されるならば、祖国は没落するであろう」と述べ、国民公会によって完全な信任、言い換えれば独裁権が得られることを希望したため、公安委員会は信任議決を得て、ロベスピエールがそのリーダーとして公式に認められた。以後、委員会は彼の責任内閣の性格を持つようになった。
なお、しばらく後の12月29日にエロー・ド・セシェルは逮捕されるため、さらに減って11人となるが、欠員は補充されることはなく、改選の動議もしばしば拒否（後述）されたために、このメンバーのままでテルミドールのクーデターまで存続した。

## 発展

### 独裁機構への途
大公安委員会が前車の轍を踏まないためには、より強力な権力と独裁を必要とした。それはとりもなおさず確固たる政府の必要性ということなのだが、8月1日に公会議長ダントンの提案は拒絶にあった。彼は公安委員会を臨時政府として昇格させようと演説し、（事実上の事態の法的追認にあたる）大臣を第一書記としようと提案した時、ロベスピエールは大臣の職権と現在の組織を擁護して反対し、エロー・ド・セシェルも委員が行政上の監察まで責任を負わされることになると批判して、公会はこの意見を退けた。ダントンの意見は辛うじて、予算的自由を与えるための機密費の増額という点だけ採用され、従来の50万リーヴルから5000万リーヴルに増やされたが、罵声も浴びたダントンは面目を潰した。要するに、法的な建前を整えるよりも先に、統一的指導を確立する方を優先したわけである。

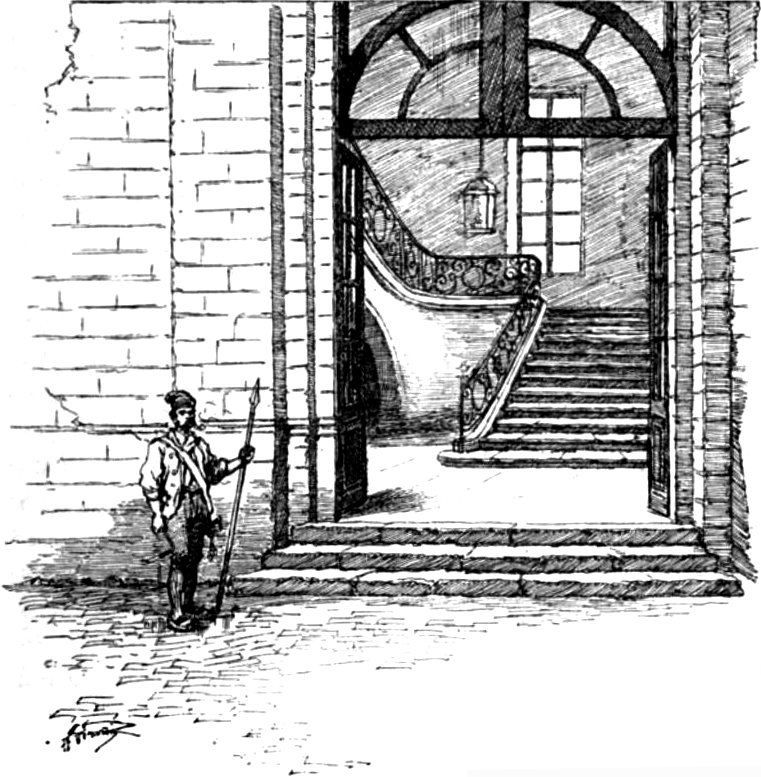
歩哨の立つ公安委員会庁舎入口, 1793年（1895年出版）

非立憲的な臨時体制、いわば"革命的"な体制が維持されるという方針は、8月11日、ドラクロワの1793年憲法に基づく新しい議会のための選挙準備をする提案に対するロベスピエールの反対でさらにはっきりした。憲法を実際に施行するかどうかは、当時、諸派で意見の分かれている問題であったが、憲法を即時発効させて議会を選挙で新しくするというのは、現在の山岳派支配を覆そうという意図があると判断されることが多かったので、憲法発効支持派は、ほとんど議席を持たないエベール派や、議会を追放されたジロンド派などのシンパであると敵視された。よってロベスピエールは激怒して異議を唱え、辞任すら示唆したが、そのジャコバン・クラブでの演説は大喝采を浴びてジャコバン派全体に支持され、連盟兵の後押しもあって反対派を黙らせた。これによって国民公会の非解散と新憲法実施の無期限停止が決定した。憲法の施行はその後も何度か提案されたが、8月28日には平原派のバレールも平和なときに作られた憲法は現状では力はないと実施に反対した。
連盟兵はもう一つ重要な役割を果たした。8月23日、彼らは国民総動員令を制定するように公会に強訴したのである。連盟兵の要求した大量募兵のアイデアにはロベスピエールは反対で「足りないのは兵士ではなく、将軍であり、彼らの愛国心なのだ」と言って諭そうとしたが、連盟兵はコミューンに圧力をかけて、無理に公安委員会に採択を迫った。（人気取りのために大衆に迎合した）ダントンらの提案で、兵士を徴集するのに見合う経済的な動員も可能となるように修正をうけた同法は、人間、食物、商品など一国家の一切の資源を政府の掌中に預けることを意味し、公安委員会の役割を甚だしく広げた。18歳から25歳までの男子は兵士に、老人や女子供は生産や医療に動員できることになったほか、臨時徴税や物資徴発も現場の判断で可能になった。その現場の責任者である派遣議員には恐怖政治（）を実践する権限が与えられたことになる。
同日、エベール派は、同派が一切の影響力を持たない諸委員会が権力を奪っているとして、大臣職の復権を要求し、（施行されていない）新憲法の大臣選出の方法だけの実施を要求した。これは人民が直接選んだ選挙人会によって一般候補者名簿が作られ、そこから議会が大臣24名の内閣を選ぶというもので、この方法での内閣刷新を阻止するのに、ロベスピエールは苦心した。
前述のように9月5日のエベール派の扇動によるデモにより、当時の表現でいうところの「恐怖政治が議事日程に載った」が、「これこそ人民を目覚めさせ、自ら自分を救わしめる唯一の方法である」と連盟兵ロワイユは誇らしく言った。革命裁判所は刷新され、ようやく機能しはじめた。国民公会は恐怖政治を具体化させる法案をいくつか可決し、サン・キュロット民兵は革命軍として雇用されることになり、ギロチンとともに行進して、農村に麦が蓄えられていないか、商人宅に商品が隠されていないかを探すことになった。革命委員会の役員にも賃金が払われるようになった。これらの人々には共に極左派が多く、エベール派を満足させる決定であった。
9月13日には、公安委員会以外のすべての委員会は改選されることが決まり、以後、他のすべての委員会は公安委員会の監視下に置かれ、候補者のリストは公安委員会が提出して公会が選ぶことになった。これは恐怖政治でより強い力を持つことになる保安委員会から事前にダントン派を排除してしまうことを目的とし、同時に地方の人民結社・政治クラブから疑わしい役員を除くことも目指していた。公安委員会の優越権が法令で認められた最初で、公安委員会独裁の始まりとなり、中央と地方の両方に浸透する一党独裁的な体制ができていった。公会と連絡を密にしていた派遣議員は、今後は公安委員会に属し、公会ではなく委員会に報告義務を負うようになった。
9月17日、公会は反革命容疑者法を成立させ、恐怖政治の手段を完成させた。このときまでは恐怖政治が誰を対象としているのか明らかではなかったが、同法は極めて適用範囲が広く、十分に革命的ではないとされた誰もが容疑者となり得た。9月29日には一般最高価格法も可決され、公会も公安委員もこの法案にはあまり賛成していなかったが、統制経済の調整も公安委員会に委託された。
革命政治は公安委員会の単一指導、要するに独裁で推し進められることになったが、見てきたように、公安委員会はその執行を勝手に押しつけられたわけであり、イポリット・カルノー (Hippolyte Carnot) によれば「せっぱつまっての独裁」であったが、「パンを!」と怒れる人民が性急に改善を求めるこういうせっぱつまった状況でも、ロベスピエールが、左派の突き上げを利用して右派を抑え、右派の協力を得て左派の脅威をかわすという、政局の綱渡りを行って、徐々に中央機構を強化していったということは特筆すべきことであった。

### 革命政府論
公安委員会の中央の独裁化はだいたい9月末までに完成されたが、新憲法が停止中であったため、旧憲法（1791年憲法）の条文のいくつかは生きていて、それを修正するたくさんの法令とが不完全に共存する状態だった。いくつかの革命的立法が中央で矢継ぎ早に公布されたことは地方を混乱させた。また派遣議員の何人かが階級闘争的な手法で平等主義を貫いたり、過激な反キリスト教政策を地方で無理に推し進めたので、地方の恐怖政治はすぐに大量殺戮の様相を呈するようになった。公安委員会は彼らを召還して権限を停止しなければならなかったが、彼らが去って元の当局者に権限が渡されると、今度は政策が逆行するような事態も発生し、混乱に拍車をかけた。中央集権的な状態が国全体で保てるよう、行政機構全体が再整備される必要があった。10月4日、ビヨー＝ヴァレンヌは「政府に活動と生命を与えるのに必要な法令」草案を公安委員会の名で公会に提出し、この草案は差し戻されたが、革命行政の整備にのりだした。

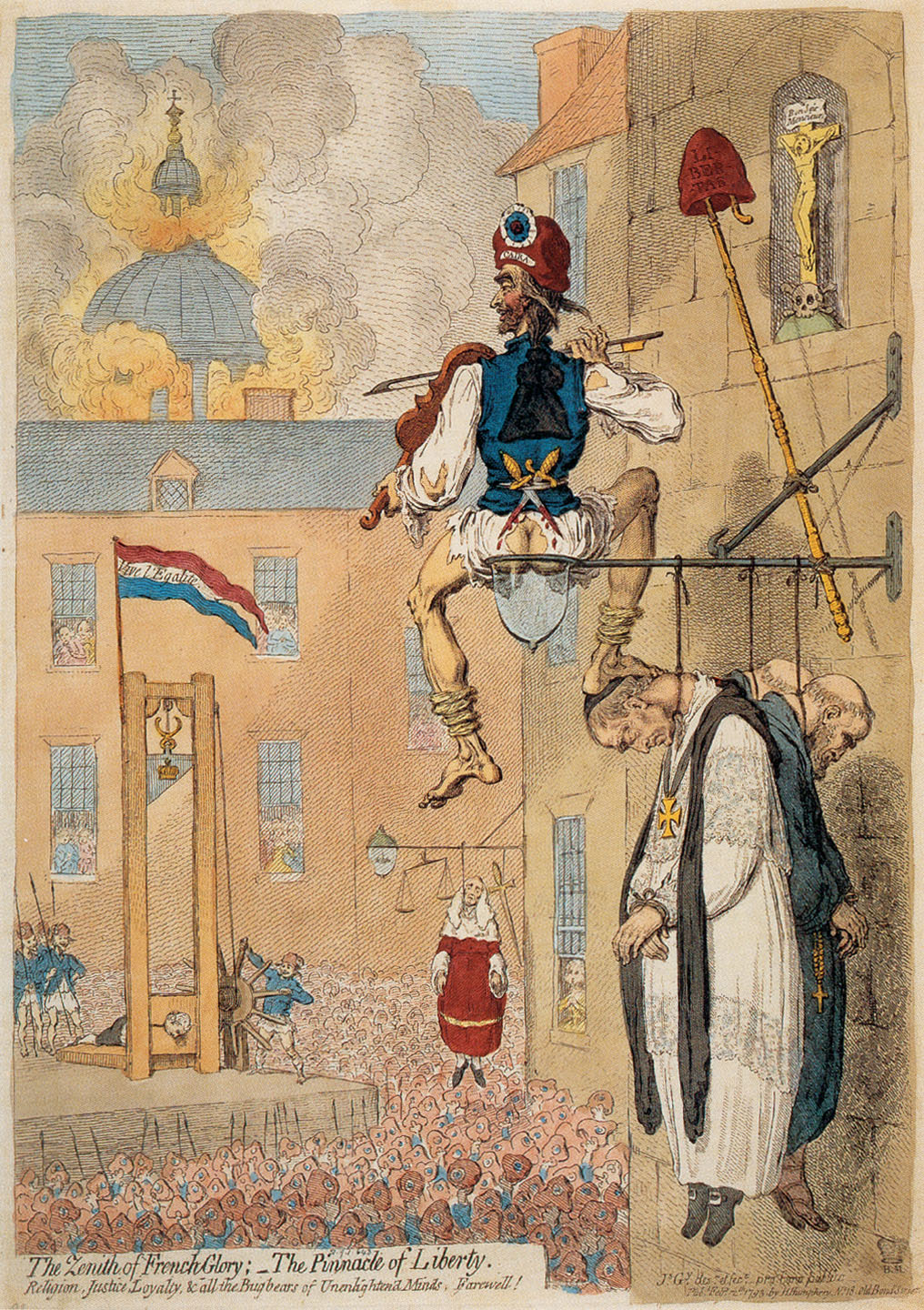
「フランスの栄光の頂点」と皮肉った1793年の風刺画 ギルレイ作

10月10日、サン＝ジュストによって新しい草案が発表され、そこには独自の革命政府論（独裁理論）が展開されていた。彼はまず演説して、法律と対策が取られた後も状況が改善しないのは「法が革命的であるのにその法を遂行する人が革命的ではない」からだと指摘。国家の逆境の原因を考察するに、それは「命令実行の際の（大臣らの）意志の弱さ、行政における（官吏の）節約の不足、（公会の）国家計画の不安定さ、政府に影響を及ぼす（人民の）情熱のうつろい」に見いだされ、したがって公安委員会は人民に提案するが、「自由に対する最後の敵が生きている限り」は繁栄を望むことはできないのであり、「裏切り者だけではなく、無関心な者も」罰しなくてはならないのであって、なぜなら「フランス人民が自己の意志を明らかにした後には、その意志に反する者はすべて主権から外れており、主権から外れた者はすなわち敵だからである」と定義した。共和国の現状においては「憲法は確立しえない」が、それは「憲法は自由に反対する陰謀を抑圧するのに必要な暴力を欠いている」からで、「法の剣は至るところに迅速に行き渡らなければならない」のであり、「政府自体が革命的に構成されなければ、革命的な法律を執行することは不可能」であると主張し、政府が革命的でなければならない対象は、貴族（反革命の象徴）だけでなく、商人や役人、政治家に対してもであり、「多くの悪の源泉はある者の腐敗と他の者の軽率さにある」とした。その上で、サン＝ジュストは14条からなる法令を提出し、公会はこれを討議することなく拍手喝采で承認したので、そのまま革命独裁の大綱となった。第一条で「フランス臨時政府は平和が到来するまで革命的である」とされ、大臣、将軍、行政、司法のすべては公安委員会の監視下に置かれることになった。

しかし大綱はまだ細部を詰める必要があったので、11月18日にビヨー＝ヴァレンヌが「革命政府組織の方法」とする草案を提出した。公会で議論されたことは地方行政と監察官、派遣議員やその他の委員との関係の整理であった。これらは数度にわたる議論を経て、1793年12月4日、フリメール14日法として完成した。フリメール14日法は革命政治の仮憲法と言えるもので、実施されない1793年憲法に代わって、7月27日までフランスの政治を規定した基本法であったと見なすことができる。いままでバラバラに制定されてきた諸機関が、中央集権組織の中で有機的に動くことを意図したもので、権限や管轄が整理されていた。革命軍や革命委員会のような組織も、公安委員会の統制下に置き直され、徐々に人を入れ替えて政府に反逆するような極左派（エベール派など）の手から奪還された。公安委員会は国中を監視し、（候補者をリストに選ぶということで）人民全体の官吏を任命する権限を持ち、諸委員会の人選や市町村の選挙は停止され、人民主権のために民主主義は事実上停止された。
公安委員会はいまや極大な権限を有していた。1794年3月27日、革命軍は廃止された。4月1日のカルノーの提案（ジェルミナル12日の法令）で臨時行政会議と大臣制度も廃止された。これにより、名実共に政府は公安委員会を頂点とする組織となった。その下に大臣に代わっておかれた12執行委員会が整備されることになり、この各執行委員会は正委員2名、副委員1名で構成された。立法権と行政権は完全に一体化し、革命政治体制は完成した。

## 終焉

### 分派の粛清
しかしながらフリメール14日法の定義した独裁機構には一つ問題があった。治安・警察行政に関してだけは保安委員会に強力な権限を与えていたのである。実際、公安委員会独裁に対抗できる組織がまだフランスには二つあって、一つが保安委員会、もう一つは革命裁判所であった。これらは恐怖政治の実行面の主役であり、警察権と特別司法権なくして恐怖政治を行えないのであるから、権限を与えないわけにはいかなかったのである。特に保安委員会は、事実上の二頭政治体制の一角というべきほどの機構で、12月〜4月までの間は公安と保安の両委員会が革命の両輪だった。

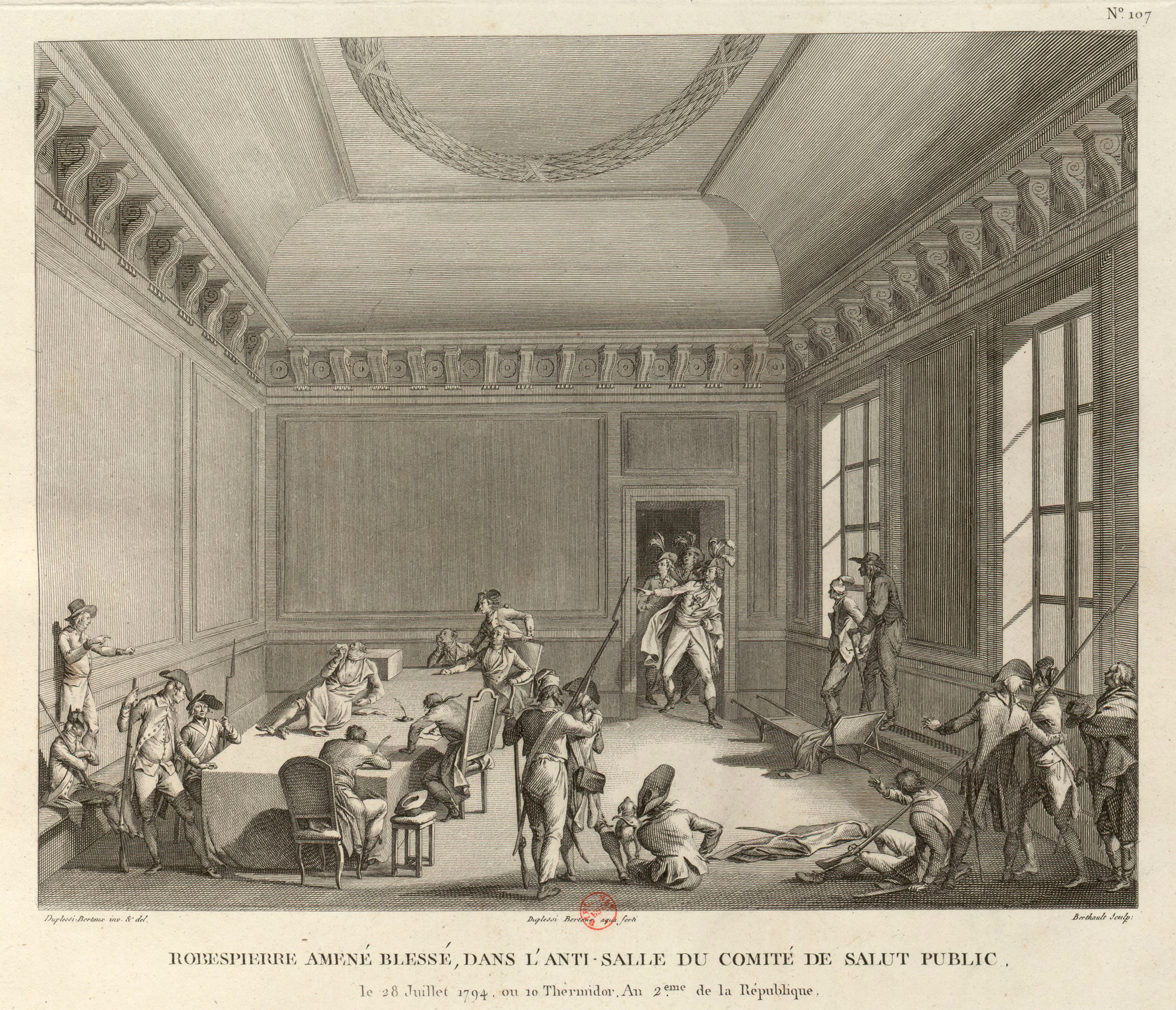
フロール館に運ばれた負傷したロベスピエール, 1794年7月28日

このような状態が放置されたのは、汚職問題で尻に火がついたダントン派の面々が攻勢にでて、エベール派との争いを激化させたためで、いよいよジャコバン分派の粛清が現実味を帯びたからである。この対立は一年以上も革命を停滞させていた。ダントン派は激しくエベール派の恐怖政治を攻撃して批判し、一方でエベール派もコロー・デルボワの助力を得て応戦して汚職を非難した。ロベスピエールはこの争いに距離を置いていたが、恐怖政治批判が公安委員会批判となることは許さなかった。デュゴミエ将軍がトゥーロンを奪還した報せがパリに届いた12月23日、彼は革命政府の戦時有効性と、恐怖政治の正当性を弁論した。ヴァンデの反乱軍が決定的な敗北を喫した報せも相次いで届くと、公安委員会の立場はもはや強固なものとなり、ダントン派の恐怖政治中止の企ては完全に失敗した。しかしダントン派はそれらの勝利があるなら戦争を終えようと「講和の鐘が鳴った」と早期終戦を求めた。恐怖政治は戦争の続く限り続けられるとされていたからだ。ところがこの考えにはバレールら平原派も反対した。内戦にはめどがたったが、まだ対仏大同盟諸国との戦争はこれからだったからである。しかし後の1794年6月26日のフルリュス会戦 (Battle of Fleurus) の勝利の後にはこの言い訳は通用しなくなる。戦争はフランスの勝利で終わる公算が大きくなった。
1794年の早春は再び飢饉が危惧された。特にパリ近郊では（民衆の略奪以外にも）革命軍が食料徴発隊と化して没収と平等分配をしたため、農民はパリに作物を出荷するのを嫌って避けるようになり、物資不足に拍車がかかった。エベール派（およびコルドリエ派連合）はこれに勢いを得て、3月頃から「神聖な蜂起」と呼ばれる運動を始めた。彼らは両委員会も公会も信用しなかった。しかしこの公然たる反政府運動に対して、サン＝ジュストがそれより前に経済テロルの新方針たるヴァントーズ法を成立させていたので、サン・キュロットが敵の極左派のもとに結集するのを阻止できた。両委員会の決定により1794年3月13日〜14日にかけてエベール派が逮捕された。極左の失墜の反動で右派が勢力を増さないように、ダントン派への追及も始まった。彼らの何人かは確実に汚職に手を染めていたので、これは簡単だった。ただ愛国者と常に庇ってきた盟友ダントンを手にかけることだけがロベスピエールを躊躇させたようである。3月30日、ダントンは逮捕された。
反対派をすべて葬り去った両委員会は本当の独裁を始めた。民主主義はなく官僚組織があるだけだった。しかしサン＝ジュストは手をゆるめなかった。曰く「革命は凍りついた。一切の原則は弱くなった。残っているものは赤帽子をかぶった陰謀である」。 4月16日、サン＝ジュストは一般警察に関する法令（ジェルミナル27日法）を可決させ、公安委員会に治安局Bureau de Police générale（一般警察局とも訳す）を設けた。この機関は公務員を監査して陰謀や職権乱用を摘発するためのもので、直接的な権限を公安委員会に与えるものであり、逮捕命令は公安委員の１人の署名ともう１人の副署だけで効力を持った。指揮権はロベスピエール派のマルティアル・ジョゼフ・アルマン・エルマン (fr:Martial Joseph Armand Herman) に握られ、多くが何らかの腐敗に関与していた国民公会議員は内心では震え上がった。他方、治安局の存在は、警察権を持つ保安委員会の領分を犯し蔑ろにするものであって、両委員会の反目の火種にもなった。保安委員会はヴァントーズ法の施行に抵抗し、非協力的態度で実施を延期させ続けた。
公安委員会は、強大な権限を派遣議員から取り上げようともした。もはや派遣議員という代理人は必要としなかったからだ。これまでも山岳派内部の不和と腐敗は地方ではもっと顕著で、様々な理由で地方に下った派遣議員は、先に来た者、後から来た者、各々が勝手に方針を変え、強権を振るい、しばしば対立することがあった。公安委員会はこれらの地方の混乱を収拾するために彼ら双方を召還して説明させる必要があった。派遣議員が作った特別法廷は廃止され、地方の特別裁判所もパリの革命裁判所に従属させるように4月16日に決められた。容疑者をパリに送るように指示があった。

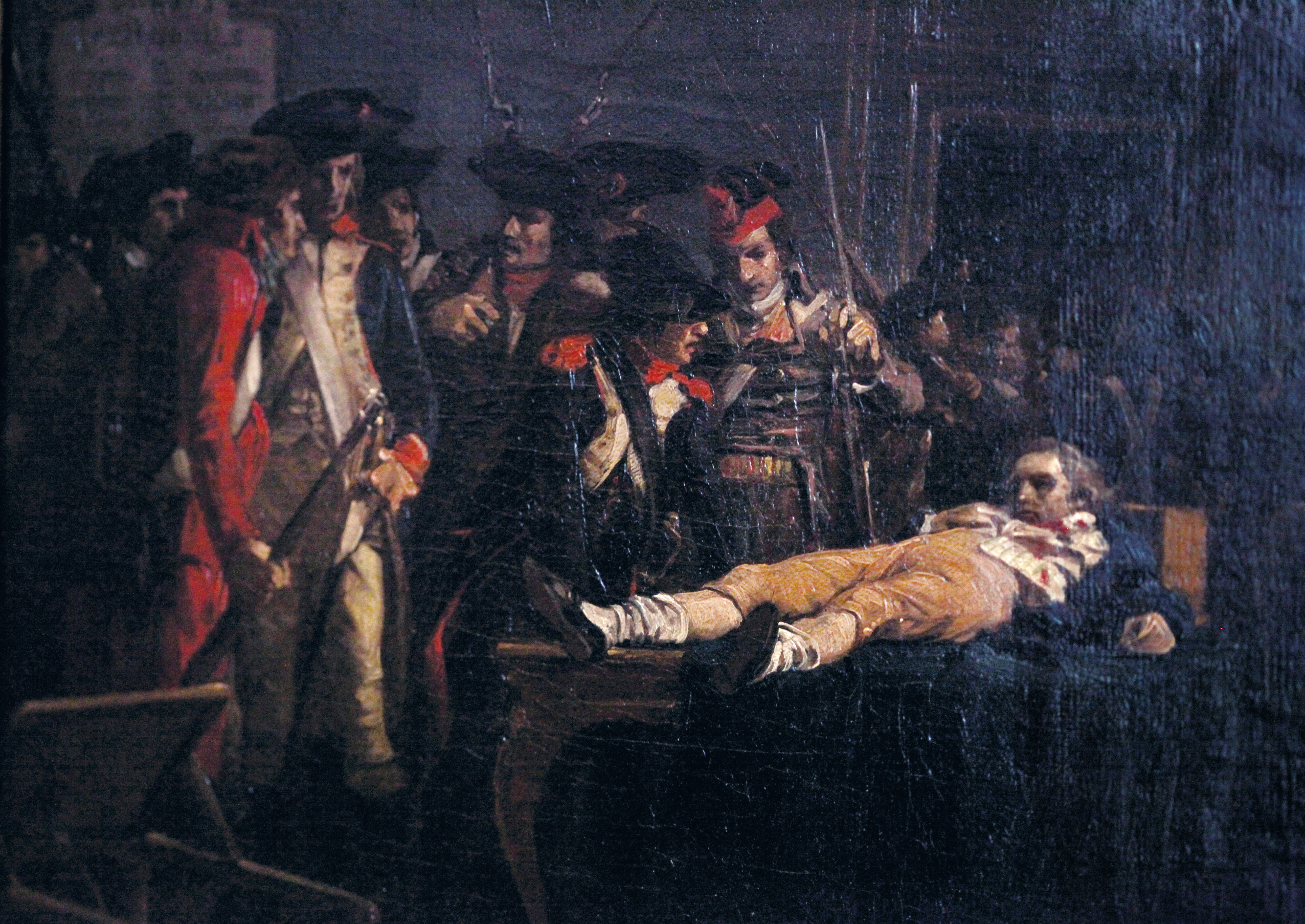
「テルミドール10日の朝」(1877年作)における瀕死のロベスピエール

しかしエベール派とダントン派が粛清された後になっては、特に6月10日のプレリアール22日法の制定後では、召還は処刑の前段階と理解された。というのも派遣議員の何人かはこれらの派閥に属していたからである。彼らは弁明の機会無く処刑されるのではないかと恐れ、黙って殺されるよりは反撃する方を選んだ。結局のところ「共和国の敵のすべては共和国政府のなかにいる」というサン＝ジュストの主張はある意味では正しかったが、恐怖政治は人民の純化とならなかったという点で結論は間違っていた。人々の諍いと対立、猜疑心はますます激しくなり、革命的精神に殉じることよりも生存本能が優ったのは自然の成り行きだった。

公安委員会の側から見て、クーデターの背景として指摘されるのは、コロー・デルボワとビヨー＝ヴァレンヌという二人のより強硬な左派との亀裂と、さらには平原派のリーダー格で、影の首相とも言うべき立場であったバレールが、いわゆる"凍りついた革命"を見限ったことで、同じく中道的な3委員の賛同が得られなくなったことにあったといえる。分裂した公安委員会は力を行使できなくなり、権力の空白が生まれた。「政治の唯一の動力」たる国民公会に頼るしかなくなったわけであるが、少数派であるロベスピエール派は、多数の反対派が巣くう国民公会で演説して支持を得なくてはならないという苦しい立場に追いやられた。エベール派の粛清後、自治市会のほとんどの地区もすでに官僚で占められて弱体化されていたので、凍りついたパリは冷淡だった。ロベスピエールやサン＝ジュストが、同じ公安委員のカルノーやコロー・デルボワ、ビヨー＝ヴァレンヌらに「独裁者」との不当な中傷をうけても、彼らは酷く孤立してどこからも支援が得られなかった。もう一人の同派の委員クートンは満足に動けないほどすでに重病だった。
1794年6月11日、ロベスピエールは反対にあって孤立した公安委員会から一言もいわずに去った。一旦は復帰するが、7月3日以後、彼は一度も会合に出席しなかった。同じ頃に派遣から帰還したサン＝ジュストは同派の孤立を知り、7月26日にコロー・デルボワと協議をしたが、結局、物別れに終わった。ロベスピエールは、影響下にあるペイヤンのコミューン総会を動かし、アンリオ (François Hanriot) の国民衛兵隊を動員して武装蜂起することはできたが、そのような非合法なクーデターを彼は最後まで好まなかった。

### テルミドール後の公安委員会
勝ち誇ったテルミドール派がまず最初にやったことは、革命の独裁機構をこなごなに粉砕することだった。公安委員会のロベスピエール派の処刑と左派の委員の追放によってあいた6名の空席は、7月31日、タリアンを筆頭とする反動勢力によって埋められた。8月24日、今後、公安委員会は毎月その4分の1が改選されることになり、一度、公安委員となった者は1ヶ月経過しなければ再選できないということになった。また広大な権限は大幅に縮小され、外交と軍事（作戦と人事）に限定された。公安委員が軍隊に直接命令できる権限はなくなった。カルノーはしばらく留任し、後に再選もしたが、委員会の役割が低下したため、目まぐるしく変わったテルミドール後の公安委員にめぼしい政治家はほとんどいなかった。
テルミドールのクーデターの翌日から停止されていたプレリアール22日法も8月10日に廃止され、革命裁判所は改組され、弁護は認められるようになった。自治市会も解散を命じられ、パリの市政は、公安委員会と保安委員会とが直接運営するようになった。国民衛兵隊からは貧民が排除され、ブルジョワ子弟で構成される俗に言う「金ぴか青年隊」に改組された。彼らはフレロンに率いられて白色テロを行い、1795年5月31日に革命裁判所が廃止されるまで猛威を振るった。
10月26日に始まった総裁政府は、正式発足の2日後、11月4日に公安委員会を解散させた。行政は、5名の総裁の1名が3ヶ月の任期で総理を務める交代制で、その下にある事務局が実務を行うことになったが、これは内閣の各省に相当する役所であった。総裁は任期5年だが毎年1名が抽選で退任して5年間は再選は禁止されるなど厳しい制約があり、外交権や任免権を持つが、強権を振るえないお飾りの役職だった。これら名目とは別に実質的には3名の総裁（バラスとルーベル、ラ・ルヴェイエール・レポー (Louis Marie de La Révellière-Lépeaux) の3総裁）が政治を司っていたが、彼らには統治機構を制御できなかったので、政局が苦しくなると軍隊によるクーデターに頼らざる得なかった。憲法には6〜8名大臣が想定されていたが、実際にはほぼ7大臣の構成で、彼らが各部門の政務にあたったが、これは公安委員会時代とあまり変わらなかった。ただ「革命政府」の時代は終わり、立法権と行政権は完全に分割され、極端といえるほど、お互いに干渉できないような構造となっていて、政府は以後は立法を行うことはもちろん提案することすらできなかった。二院制の立法府も常設委員会を持つことは禁止され、議員が集団で活動したり政党党派を組むことも議席の席替えすら禁じられていた。

## 後世の評価

### 徳と恐怖

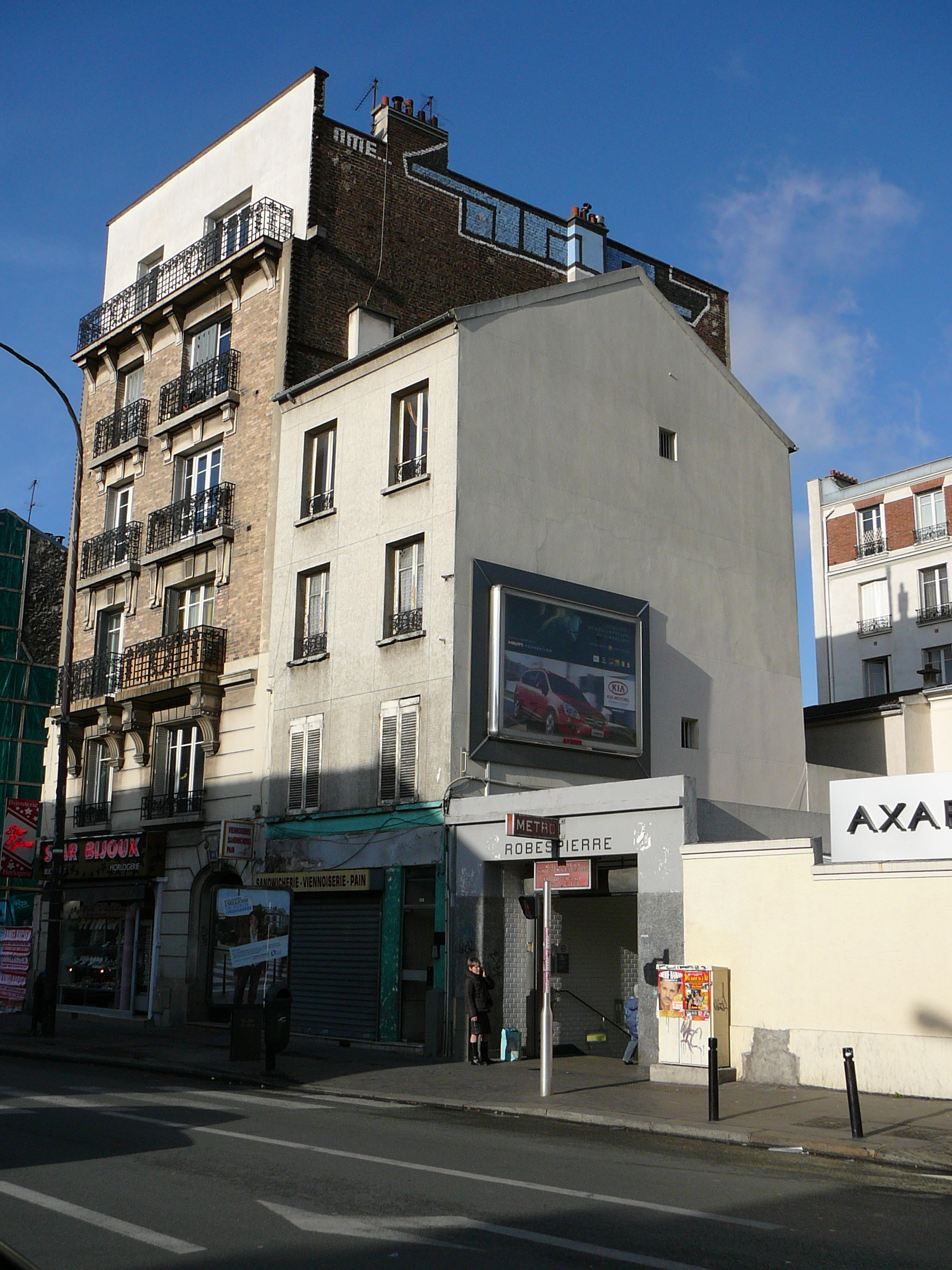
パリの地下鉄にあるロベスピエール駅

何れの時代においても、公安委員会のような革命政府に対しては相反する評価がなされるのが常で、つまり熱烈に称賛するか、全面的に嫌悪するかのどちらかであった。革命独裁と恐怖政治は切り離すことができない。ルイ・ブランはロベスピエールの革命独裁とエベールの恐怖政治という具合に区別しようと試みたが、フランソワ・ギゾーは革命政府は無法の政府であり無政府（）であると厳しく断じたし、恐怖政治が革命を破滅に招いたと嘆く叙情の人ジュール・ミシュレも独裁を嫌悪した。アルフォンス・オーラール (fr:Alphonse Aulard) は、専制的独裁（恐怖政治）が緊急事態のやむをえぬ暫定的な処置だったと擁護しながらも、彼にとっては恐怖政治の指導者たちは1789年の原理への背教者に過ぎなかった。これらの人にとっては個人の自由の破壊は許し難いものだった。違法な体制への批判は彼ら以前の19世紀の自由主義者ではさらに顕著だった。革命政府を熱心に支持した歴史家の多くは、そこに社会主義の萌芽を見た人々であった。公安委員会政府がその必要を越えて平等の社会政策を推し進めて、階級闘争を始めていたことに気付いたからだ。ジャン・ジョレスはフランス革命がプロレタリアの台頭を間接的に準備した社会革命であったという像を描こうとした。アルベール・マチエはロベスピエールとその役割をもっと積極的に再評価してレーニンと対比したことで知られるが、彼は公安委員会の独裁の確立は二つの理由から起こったと解説し、まずは内乱を治めて徹底的に抑圧するために国民総動員令を成立させ、次に一般最高価格法を実行可能なものにするためだったとした。彼もまたこの独裁（政治と経済の中央集約化）は階級独裁であったと見なしたが、20世紀前半の歴史家にはこのような傾向が非常に強く見られた。また一方で、公安委員会の血まみれのやっつけ仕事が実に効率的であったという独裁の評価者も少なくなく、全体主義の先駆けを見るものもいた。王党派による公共の安全を夢見たシャルル・モーラスにとって公安委員会政府は統合主義のアンチテーゼだった。「脅威にさらされる国土、危機にある祖国、それを強力な権力行使で奇跡的に救う」という姿がフランス人の心を魅了したのだとモナ・オズーフは言ったが、そこにはロマン主義すら見いだせるのであり、祖国防衛という情景は一般に左翼のフランス人にもナショナリズムの激情を沸き起こさせた。
1794年2月5日、ロベスピエールは、人民の政府の原動力は平時においては「徳」であるが、革命時においては「徳と恐怖」の両方であると述べた。すべての善良な市民に徳の遵守を求めると同時に、徳を守らぬ国内の敵を恐怖（）によって制圧しなければならないと。「徳なくして恐怖は有害であり、恐怖なくして徳は無力である。」 公安委員会はマチエのいう第3革命と第4革命の期間に存在した。公安委員会政府がブルジョワジーとサン・キュロットの激しい相剋（階級闘争）の産物か、それともポピュリズムが生み出した脱線だったのか、あるいは全体のブロックの一部だったのかという論争は今も続くが、それが突然の中断を迫られ、唐突に逆行を始めたということは事実で、人民の政府は、あれだけの流血の犠牲を払った後でも、ユートピアにたどり着くことはなかった。